# Relazioni tra Russia e Ucraina all'Eurovision Song Contest
La Russia partecipa all'Eurovision Song Contest, una competizione musicale paneuropea dal 1994, mentre l'Ucraina è entrata in gara dal 2003. Russia e Ucraina hanno avuto relazioni positive e si sono scambiate reciprocamente più volte i primi tre punti più alti (12, 10, 8) nel corso degli anni. Escludendo una controversia minore sulla canzone ucraina del 2007, "Dancing Lasha Tumbai" (il cui titolo sarebbe stato considerato un mondegreen di "Russia arrivederci", ma è stato difeso dal suo interprete come privo di significato), i primi conflitti significativi tra i due paesi all'Eurovision sono iniziati ad emergere con l'annessione della Crimea da parte della Russia.
Nel 2016, la canzone dell'Ucraina intitolata "1944", di Jamala è stata ispirata dalle esperienze della bisnonna della cantante durante la deportazione dei tatari di Crimea da parte dell'Unione Sovietica. La canzone è stata criticata dai funzionari russi, che hanno sostenuto che violava le regole dell'Eurovision contro i contenuti politici a causa delle sue allusioni alla crisi della Crimea. "1944" alla fine avrebbe vinto il concorso. Nel 2017 ci sono state delle richieste alla Russia di boicottare l'edizione ospitata dall'Ucraina per i conflitti in corso nell'Ucraina orientale, ma il Paese ha tuttavia svelato la sua partecipante: Julija Samojlova.
In seguito è stato riferito che alla Samojlova era stato vietato l'ingresso in Ucraina per tre anni per aver violato il divieto ucraino di viaggiare in Crimea direttamente dalla Russia. L'Unione europea di radiodiffusione (UER, in inglese EBU) ha tentato di conciliare le questioni in modo che la Samojlova potesse esibirsi, chiedendo al governo ucraino di rimuovere o rinviare il suo divieto di viaggio per il concorso e offrendo alla Russia l'opportunità di eseguire la sua canzone da un luogo a distanza. Tuttavia, l'emittente delegata della Russia, Pervyj kanal, ha declinato l'offerta, desiderando l'esibizione della cantante a Kiev come con tutti gli altri partecipanti. Il 13 aprile 2017, Pervyj kanal ha annunciato che non avrebbe trasmesso il concorso, determinando di fatto il ritiro russo.
Prima del concorso del 2019 a Tel Aviv, una città con grandi comunità provenienti dalla Russia e dall'Ucraina, l'Ucraina ha ritirato la sua cantante selezionata, Maruv, la cui base principale era in Russia, dopo il suo rifiuto di firmare un contratto ed essendo precedentemente stata interrogata sulle sue opinioni sulla Crimea da Jamala, uno dei giudici del processo di selezione; ciò ha portato l'Ucraina a ritirarsi dal concorso per la prima volta dal 2015.

## Concorso del 2007

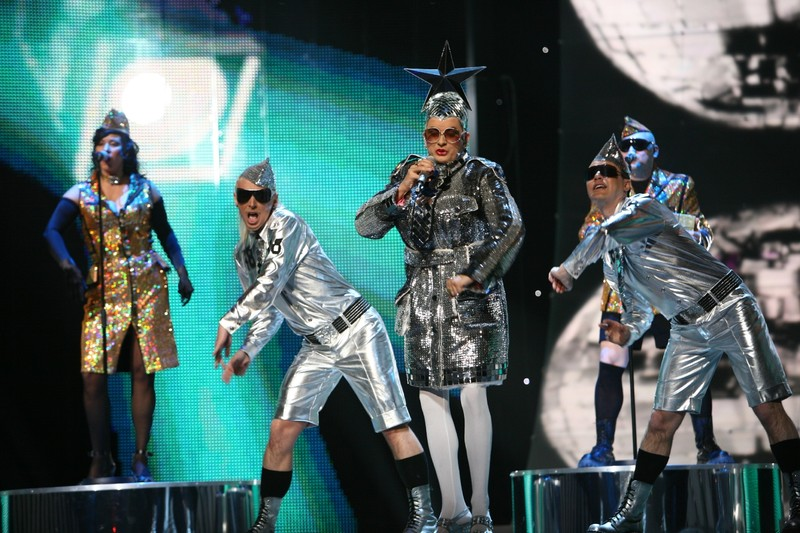
Vjerka Serdučka all'Eurovision Song Contest 2007.

Vjerka Serdučka è stato scelto per rappresentare l'Ucraina all'Eurovision 2007 con la canzone "Dancing Lasha Tumbai". Tuttavia è stato affermato che la canzone contenesse un sottotesto politico, incluso un riferimento nei suoi testi a "Majdan" (il luogo delle manifestazioni della Rivoluzione arancione), e che la frase "Lasha Tumbai" fosse un mondegreen di "Russia arrivederci". Serdučka ha negato queste accuse, sostenendo che la frase "lasha tumbai" era mongola e stava per "burro sbattuto". Nel salotto televisivo russo Pust' govorjat, andato in onda sulla rete televisiva russa Pervyj kanal subito dopo la finale del concorso, un madrelingua mongolo ha spiegato che la frase "Lasha Tumbai" non esiste nella lingua mongola. Serdučka in seguito affermò che "Lasha Tumbai" era una frase priva di significato e che faceva rima con il testo.

## Concorso del 2016

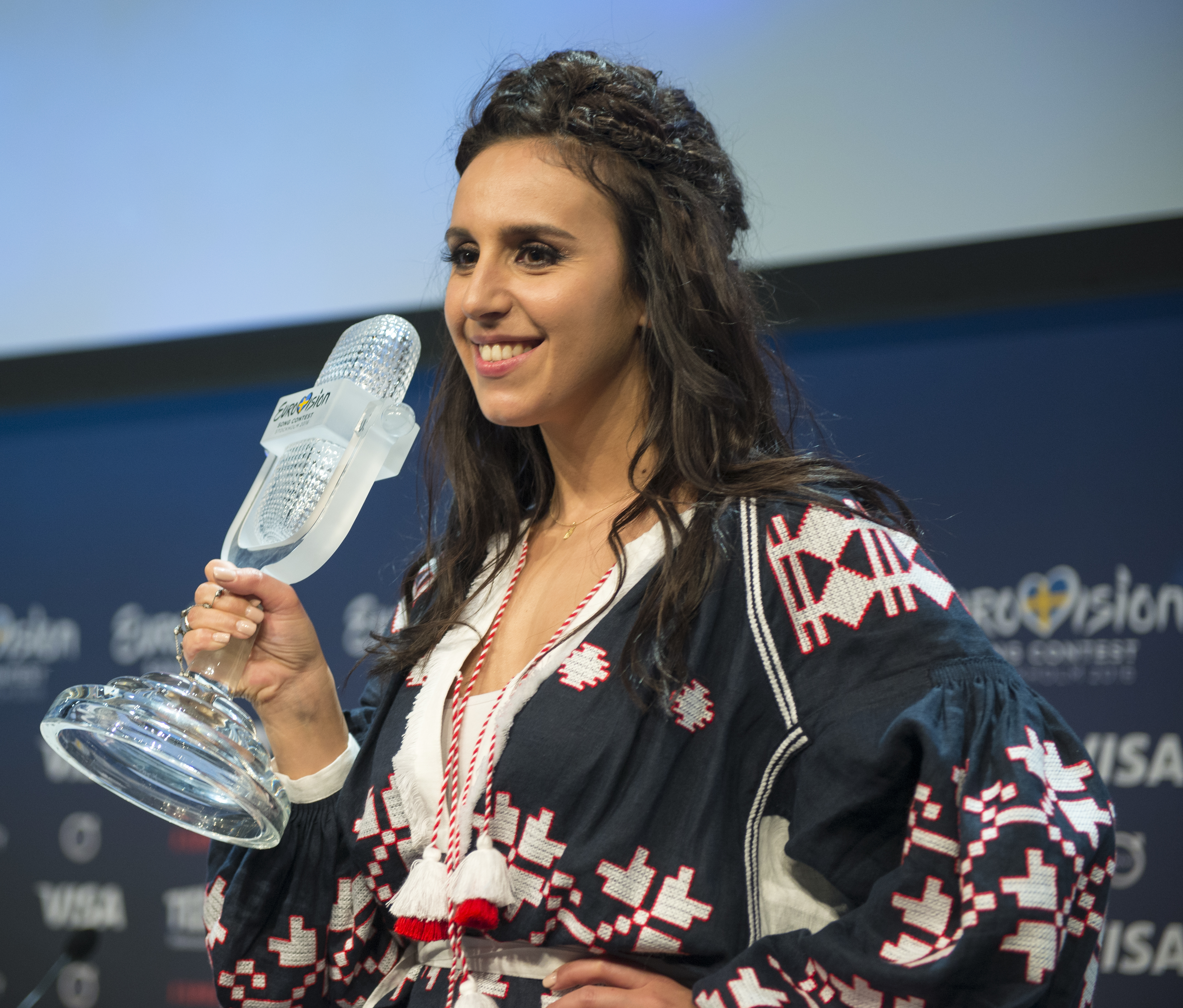
Jamala, vincitrice dell'Eurovision Song Contest 2016.

Jamala, che ha rappresentato l'Ucraina all'Eurovision 2016, ha vinto con la canzone "1944". Il testo del brano riguarda la deportazione dei tartari di Crimea negli anni '40 da parte dell'Unione Sovietica per mano di Iosif Stalin a causa della loro presunta collaborazione con i nazisti. Jamala ha spiegato che i testi sono stati ispirati dalla storia della sua bisnonna Nazylchan, che aveva circa 20 anni quando lei e i suoi cinque figli furono deportati nella sterile Asia centrale. Una delle figlie non è sopravvissuta al viaggio. Le regole ufficiali dell'Eurovision affermano che "non sono consentiti testi, discorsi, gesti di natura politica o simili" ma Jamala ha ripetutamente affermato che la sua canzone non faceva riferimento all'annessione della Crimea nel 2014, ma alla sua storia personale e familiare. Ha dichiarato: "Avevo bisogno di quella canzone per liberarmi, per liberare il ricordo della mia bisnonna, il ricordo di quella ragazza che non ha tomba". Tuttavia, allo stesso tempo ha fatto riferimento allo status della Crimea dopo l'annessione, dicendo "Ovviamente [la canzone è] anche sul 2014". "Adesso i tatari di Crimea sono in territorio occupato ed è molto difficile per loro. Sono sotto una pressione tremenda. Alcuni sono scomparsi senza lasciare traccia. E questo è terrificante. Non vorrei che la storia si ripetesse."
I funzionari russi, tra cui diversi parlamentari e Marija Zacharova, la portavoce del Ministero degli Affari Esteri, erano chiaramente insoddisfatti della decisione e hanno affermato che la canzone era una dichiarazione politica e un'allusione all'annessione della Crimea del 2014, vietata dalle regole del concorso. Zacharova ha scritto polemicamente in un post su Facebook che il prossimo vincitore dell'Eurovision poteva anche riferirsi al conflitto in Siria. Altri funzionari hanno suggerito di boicottare il concorso del 2017, come Franz Klincevič, vicepresidente del Comitato per la difesa e la sicurezza del Consiglio della Federazione Russa, che ha affermato: "Non è stata la cantante ucraina Jamala e la sua canzone "1944" a vincere l'Eurovision 2016, è stata la politica a battere l'arte. Se nulla cambia in Ucraina entro l'anno prossimo, non credo allora che abbiamo bisogno di prendere parte."
Nonostante ciò, il concorrente russo Sergej Lazarev, che si è classificato terzo nella competizione, si è congratulato con Jamala per la sua vittoria.

## Concorso del 2017

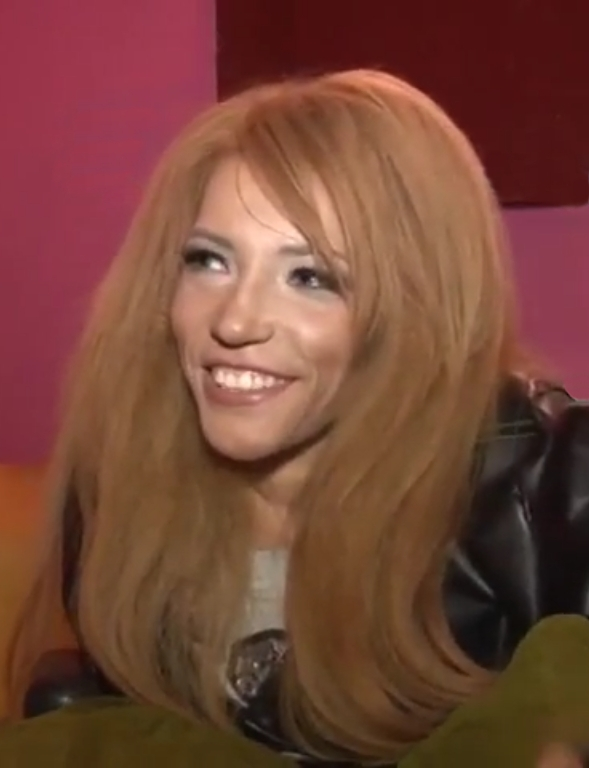
Julija Samojlova, partecipante della Russia all'Eurovision Song Contest 2017, che ha ricevuto un divieto di viaggio di tre anni dal Servizio di sicurezza dell'Ucraina (SBU).

La crisi russo-ucraina, iniziata alla fine di febbraio 2014, ha spinto diversi governi ad applicare sanzioni contro individui, imprese e funzionari russi. Nel 2015, il governo ucraino ha iniziato a inserire nella lista nera di divieto di ingresso nel paese le persone che hanno sostenuto l'annessione della Crimea da parte della Russia nel 2014. Il vice primo ministro Vjačeslav Kyrylenko ha dichiarato che il paese non avrebbe revocato tale divieto per l'Eurovision Song Contest 2017. L'Unione europea di radiodiffusione (UER) ha ribadito che il suo obiettivo era che l'Eurovision rimanesse inclusivo e che si stava "impegnando in un dialogo costruttivo con la Rete televisiva dell'Ucraina (UA:PBC) e con le autorità ucraine per garantire che tutti i delegati e gli artisti potessero venire e restare in Ucraina". Un rappresentante dell'emittente ospite ha detto a Billboard che le regole della lista nera erano al di fuori del loro controllo. Il 3 marzo 2017, il politico russo Vitalij Milonov ha invitato il paese a ritirarsi dal concorso del 2017 tra i timori del conflitto in corso nell'Ucraina orientale. Ha descritto la Russia come un "ospite sgradito in un paese preso da fanatici".

### Selezione russa e divieto di viaggio
Il 13 marzo 2017 è stato riferito che l'Ucraina stava indagando Julija Samojlova, concorrente selezionata dalla Russia per l'Eurovision Song Contest 2017, per aver violato il divieto di viaggiare direttamente in Crimea dalla Russia. La cantante aveva visitato la città crimeana di Kerč' nel 2015 per fare una performance. I funzionari ucraini avevano ipotizzato che la scelta russa di Samojlova sarebbe potuta essere una deliberata dichiarazione politica, avendo scelto consapevolmente una cantante che si era esibita nel territorio conteso al fine di istigare una controversia politica; il consigliere del ministro degli interni Anton Heraščenko aveva dichiarato di non poter escludere di intraprendere azioni per negare il suo ingresso se la Russia avesse usato la cantante selezionata come una "provocazione". Il vicedirettore di ATR, un'emittente televisiva ucraina della popolazione tatara di Crimea, ha sostenuto che si trattava di una "mossa cinica e immorale". Il ministro degli Affari esteri ucraino Pavlo Klimkin aveva dichiarato di considerare la scelta di Julija Samoilova come concorrente all'Eurovision molto probabilmente come una provocazione della Russia. Lo stesso parere è stato successivamente affermato dal presidente dell'Ucraina Petro Porošenko. Ben Royston, che aveva prestato la sua consulenza alle delegazioni dell'Eurovision in Azerbaigian e Svezia, ha sostenuto in un'intervista al The Guardian che la Russia avesse scelto consapevolmente una concorrente in sedia a rotelle che aveva fatto delle dichiarazioni pro-russe sulla Crimea sui social media e che non le sarebbe mai stato permesso di entrare in Ucraina. La Russia ha negato che la scelta sulla cantante selezionata fosse intesa come una dichiarazione politica e ha affermato che un'artista con disabilità rappresentava un'espressione di diversità.
Il Servizio di sicurezza dell'Ucraina (SBU) ha confermato il 22 marzo 2017 che alla Samojlova era stato vietato l'ingresso in Ucraina per tre anni per aver viaggiato illegalmente in Crimea dalla Russia, violando così l'articolo 204-2 del Codice dell'Ucraina sui reati amministrativi. L'UER ha risposto che stava continuando a garantire che tutti i partecipanti fossero in grado di esibirsi a Kiev, ma affermando anche la propria e profonda delusione di tale decisione che andava contro lo spirito del concorso e alla nozione di inclusività che è al centro dei valori dell'Eurovision. L'UER ha tuttavia anche affermato che avrebbe rispettato le leggi del paese ospitante. Frants Klintsevich, primo vicepresidente del Comitato per la difesa e la sicurezza del Consiglio federale russo, ha minacciato che la Russia avrebbe boicottato l'Eurovision a meno che i suoi organizzatori non avessero dichiarato come "inaccettabile" la decisione del governo.

### Tentativi di riconciliazione
L'UER ha offerto un compromesso a Pervyj kanal il 23 marzo 2017, in cui alla Samojlova sarebbe stato consentito di esibirsi a distanza da una sede a scelta dell'emittente; sarebbe stata la prima volta che un'esibizione dell'Eurovision venisse eseguita da un luogo esterno via satellite. Tuttavia, la rete televisiva russa ha rifiutato l'offerta, sostenendo che la Samojlova doveva esibirsi sul palco a Kiev come con ogni altro partecipante, e accusando l'Ucraina di violare le assicurazioni nelle regole dell'Eurovision che tutti gli artisti avrebbero ricevuto i visti appropriati per poter entrare nel paese ospitante. Il vice primo ministro Vjačeslav Kyrylenko aveva dichiarato che era illegale per una persona non grata di partecipare a tour o programmi televisivi. Jon Ola Sand, supervisore esecutivo dell'Eurovision, ha dichiarato in un'intervista all'emittente nazionale danese DR, che lui e gli altri membri dell'Unione europea di radiodiffusione avevano contattato i servizi di sicurezza ucraini sulla possibilità di ritardare il divieto imposto fino a dopo la conclusione del concorso del 2017.
Il direttore generale dell'UER Ingrid Deltenre ha dichiarato che il comportamento dell'Ucraina era "assolutamente inaccettabile" e che aveva abusato dell'etica dell'Eurovision Song Contest per un'"azione politica". Deltenre ha inoltre proseguito affermando che l'UER era in trattative con il primo ministro ucraino Volodymyr Hrojsman e il presidente Petro Porošenko, sul ritardo del divieto fino a dopo la fine del concorso. Il 1º aprile 2017, Deltenre ha minacciato di bandire l'Ucraina da future competizioni se Samojlova non fosse stata autorizzata a partecipare. In risposta a questa dichiarazione la rete televisiva ucraina ha esortato l'UER a rispettare la sovranità dell'Ucraina.

### Ritiro
In un'intervista al quotidiano tedesco Der Tagesspiegel pubblicata il 26 marzo 2017, il presidente del Gruppo di Riferimento dell'Eurovision, Frank-Dieter Freiling ha rilevato che la partecipazione della Russia al concorso non sembrava essere chiara, ammettendo che la Samojlova non aveva partecipato alle anteprime delle sessioni obbligatorie prima del divieto, e che la delegazione russa non aveva prenotato un alloggio a Kiev per il concorso. Ha suggerito che la Russia poteva essere consapevole che la sua selezione sarebbe stata problematica.
Il 13 aprile 2017, la rete televisiva russa ha annunciato che non avrebbe trasmesso l'Eurovision Song Contest 2017. L'UER ha considerato tale decisione come un ritiro ufficiale dal concorso.

### Reazioni di altri membri UER
- San Marino – Carlo Romeo, Direttore Generale dell'emittente nazionale sammarinese San Marino RTV (SMRTV), ha reagito alla decisione del divieto di ingresso alla Samojlova:“Come emittente di Stato non siamo d’accordo sul comportamento degli organizzatori dell’Ucraina nei confronti della concorrente russa. Non ci interessa se è un complotto o una provocazione russa, l’Eurovision deve essere un terreno neutro che va oltre a quello che sta succedendo altrimenti perde il suo senso.[39]
- Danimarca – Jun Lagermand Lundme, capo dell'emittente nazionale danese Danmarks Radio (DR), ha dichiarato in un'intervista del 25 marzo 2017 che il concorso del 2017 è diventato un "campo di battaglia politico", ed era abbastanza soddisfatto del lavoro che l'UER stava svolgendo al fine di risolvere la questione del divieto imposto dall'Ucraina.[40]
- Germania – Il capo dell'emittente tedesca ARD, Thomas Schreiber, ha reagito alla situazione durante un'intervista a Deutsche Welle. Schreiber ha affermato che la situazione tra Russia e Ucraina era di natura critica e che riteneva che la colpa fosse sia dell'emittente televisiva russa che delle autorità ucraine e che la risoluzione dipendesse dalla buona volontà di entrambe le parti.[41]
- Serbia – L'emittente serba RTS ha dichiarato il 14 aprile 2017 di deplorare la situazione e di ritenere che l'Eurovision dovrebbe essere un luogo di unità delle nazioni e non per dividerle. RTS ha menzionato un periodo di difficoltà simile che ha vissuto, quando è stata espulsa dall'organizzazione tra il 1992 e il 2004 per motivi politici.[42]

## Concorso del 2019

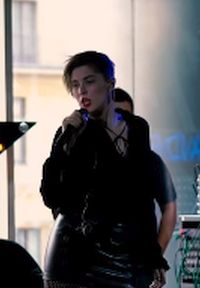
Maruv, artista ucraina selezionata per l'Eurovision Song Contest 2019, che ha suscitato polemiche nel paese a causa della sua volontà di esibirsi in concerti in Russia.

Durante la selezione nazionale ucraina per l'Eurovision Song Contest 2019 è emersa una polemica sui legami dei concorrenti con la Russia. Durante la finale della selezione nazionale del 23 febbraio 2019, i membri della giuria Jamala, Andrij Danylko e Jevhen Filatov hanno interrogato molti dei concorrenti riguardo ai loro pensieri sulla Russia, concentrandosi principalmente su Maruv e Anna Maria. Jamala ha chiesto a Maruv se credeva che la Crimea fosse territorio ucraino, cosa che Maruv ha risposto affermativamente. Durante la finale, è stato annunciato dall'emittente ucraina UA: PBC che l'emittente si era riservata il diritto di modificare la decisione presa dalla giuria e dal pubblico ucraino.
Maruv dopo la sua proclamazione come vincitrice del concorso, non è stata confermata come rappresentante ucraina all'Eurovision. È emerso che alla cantante ucraina per poter rappresentare il suo paese era stato inviato un contratto con scadenza di 48 ore. Una delle principali caratteristiche del contratto era relativo all'obbligo di dovere annullare tutte le imminenti esibizioni e apparizioni in Russia entro le 24 ore. Maruv ha poi rivelato che il contratto dell'emittente le aveva inoltre vietato di improvvisare sul palco e di comunicare con i giornalisti senza il previo permesso dell'emittente, e che doveva soddisfare pienamente le richieste dell'emittente. Se non avesse seguito nessuna di queste clausole, sarebbe stata multata di 2 milioni di grivnie (67000 €). Maruv ha anche affermato che l'emittente non le avrebbe dato alcun compenso finanziario per concorrere e che avrebbe pagato di tasca propria la trasferta a Tel Aviv.
Il 25 febbraio, sia Maruv che l'emittente hanno confermato che non avrebbe rappresentato l'Ucraina in Israele a causa delle controversie sul contratto e che la scelta sarebbe ricaduta su un altro cantante. Viktor Taran, membro del consiglio della rete UA:PBC, ha successivamente rivelato che Maruv ha rifiutato di annullare i suoi concerti in Russia, il che ha portato al suo rifiuto di firmare il contratto. Taran ha anche affermato che Maruv e i suoi avvocati non credevano che fosse responsabile di rappresentare le opinioni del governo ucraino durante l'Eurovision Song Contest.
Il secondo classificato della finale nazionale, Freedom Jazz, ha annunciato il 26 febbraio di aver rifiutato l'offerta dell'emittente di rappresentare l'Ucraina. Allo stesso mondo anche i terzi classificati, i Kazka, hanno confermato di aver rifiutato l'offerta il giorno successivo. Il 27 febbraio, UA:PBC ha confermato che l'Ucraina si sarebbe ritirata dall'Eurovision Song Contest 2019 a seguito della controversia. Nella dichiarazione di ritiro, l'emittente ha affermato che la selezione nazionale "ha richiamato l'attenzione su un problema sistemico con l'industria musicale in Ucraina: il collegamento degli artisti con uno stato aggressore".

## Cronologia delle votazioni
Nonostante ci siano stati rapporti instabili tra le due nazioni nel corso degli anni, entrambi i paesi si sono scambiati punti. Le tabelle seguenti mostrano i punti assegnati tra Russia e Ucraina da quando quest'ultima ha debuttato all'Eurovision Song Contest 2003.
| Russia→ Ucraina | Russia→ Ucraina | Russia→ Ucraina                                  |
| Punti           | Totale          | Anni                                             |
| --------------- | --------------- | ------------------------------------------------ |
| 12 punti        | 1               | 2004 (F)                                         |
| 10 punti        | 5               | 2006 (SF) 2006 (F) 2011 (F) 2016 (TF) 2018 (TSF) |
| 8 punti         | 5               | 2003 (F) 2007 (F) 2008 (F) 2012 (F) 2018 (TF)    |
| 7 punti         | 5               | 2009 (SF) 2010 (F) 2013 (SF) 2014 (SF) 2014 (F)  |
| 6 punti         | 1               | 2018 (JSF)                                       |
| 5 punti         | 0               |                                                  |
| 4 punti         | 0               |                                                  |
| 3 punti         | 0               |                                                  |
| 2 punti         | 2               | 2005 (F) 2009 (F)                                |
| 1 punto         | 1               | 2013 (F)                                         |

| Ucraina→ Russia | Ucraina→ Russia | Ucraina→ Russia                                |
| Punti           | Totale          | Anni                                           |
| --------------- | --------------- | ---------------------------------------------- |
| 12 punti        | 5               | 2003 (F) 2006 (SF) 2006 (F) 2008 (F) 2016 (TF) |
| 10 punti        | 4               | 2004 (F) 2007 (F) 2010 (F) 2012 (F)            |
| 8 punti         | 2               | 2009 (F) 2011 (F)                              |
| 7 punti         | 1               | 2013 (SF)                                      |
| 6 punti         | 1               | 2014 (SF)                                      |
| 5 punti         | 0               |                                                |
| 4 punti         | 3               | 2005 (F) 2013 (F) 2014 (F)                     |
| 3 punti         | 1               | 2018 (TSF)                                     |
| 2 punti         | 0               |                                                |
| 1 punto         | 0               |                                                |

Legenda
- SF: – Semifinale
- F: – Finale
- T: – Televoto
- J: – Voto giurie